# Emmanuel Boateng
Emmanuel Okyere Boateng (Gana, 23 de maio de 1996) é um futebolista ganês que atua como atacante. Atualmente, joga no Al-Orobah.
Em 2018, aos 21 anos, Boateng ganhou destaque na mídia após fazer 3 gols na vitória, por 5x4, do Levante contra o Barcelona FC. Com o resultado, o time catalão perdeu a invencibilidade no La Liga de 2017–18.
Também jogou no Rio Ave Futebol Clube em 2014-2015 e no Moreirense Futebol Clube entre 2015 e 2017.